# Associazione Sportiva Martina 1989-1990
Questa pagina raccoglie le informazioni riguardanti l'Associazione Sportiva Martina nelle competizioni ufficiali della stagione 1989-1990.

## Rosa
| N. |                   | Ruolo | Calciatore             |
| -- | ----------------- | ----- | ---------------------- |
|    | Italia (bandiera) | C     | Massimo Borrelli (II)  |
|    | Italia (bandiera) | A     | Giorgio Capoccia       |
|    | Italia (bandiera) | D     | Pier Luigi Carpineti   |
|    | Italia (bandiera) | D     | Pier Luigi Conte       |
|    | Italia (bandiera) | A     | Giuseppe Di Fino       |
|    | Italia (bandiera) | A     | Raffaele Di Liso       |
|    | Italia (bandiera) | C     | Alessandro Di Vincenzo |
|    | Italia (bandiera) | A     | Mario Fabrizi          |
|    | Italia (bandiera) | C     | Vincenzo Falabella     |
|    | Italia (bandiera) | D     | Danilo Giannone        |

| N. |                   | Ruolo | Calciatore            |
| -- | ----------------- | ----- | --------------------- |
|    | Italia (bandiera) | P     | Cesario Vinicio Longo |
|    | Italia (bandiera) | D     | Giuseppe Manenti      |
|    | Italia (bandiera) | P     | Loris Marcello        |
|    | Italia (bandiera) | C     | Luigi Marchetti       |
|    | Italia (bandiera) | D     | Giglielmo Monteleone  |
|    | Italia (bandiera) | C     | Massimiliano Natale   |
|    | Italia (bandiera) | D     | Vincenzino Pizzonia   |
|    | Italia (bandiera) | C     | Carlo Prete           |
|    | Italia (bandiera) | C     | Giuseppe Rocchetti    |
|    | Italia (bandiera) | C     | Massimo Valà          |

## Risultati

### Campionato

#### Girone di andata
| 17 settembre 1989 1ª giornata | Lodigiani | 3 – 0 | Martina |  |

| 24 settembre 1989 2ª giornata | Martina | 3 – 1 | Frosinone |  |

| 1º ottobre 1989 3ª giornata | Pro Cavese | 2 – 0 | Martina |  |

| 8 ottobre 1989 4ª giornata | Martina | 2 – 0 | Trapani |  |

| 15 ottobre 1989 5ª giornata | Altamura | 2 – 0 | Martina |  |

| 22 ottobre 1989 6ª giornata | Martina | 1 – 1 | Turris |  |

| 29 ottobre 1989 7ª giornata | Potenza | 0 – 1 | Martina |  |

| 5 novembre 1989 8ª giornata | Martina | 1 – 0 | Acireale |  |

| 12 novembre 1989 9ª giornata | Fasano | 0 – 1 | Martina |  |

| Arbitro: | Carozzi (Alessandria) |

|                 |           |                |
| Di Vincenzo 41’ | Marcatori | 56’ Iannielllo |

| 26 novembre 1989 11ª giornata | Battipagliese | 1 – 0 | Martina |  |

| 3 dicembre 1989 12ª giornata | Martina | 1 – 0 | Adelaide Nicastro |  |

| 10 dicembre 1989 13ª giornata | Kroton | 4 – 1 | Martina |  |

| 17 dicembre 1989 14ª giornata | Martina | 0 – 0 | Latina |  |

| 30 dicembre 1989 15ª giornata | Ostia Mare | 2 – 1 | Martina |  |

| 7 gennaio 1990 16ª giornata | Martina | 2 – 3 | Vigor Lamezia |  |

| 14 gennaio 1990 17ª giornata | Atletico Leonzio | 2 – 0 | Martina |  |

#### Girone di ritorno
| 28 gennaio 1990 18ª giornata | Martina | 1 – 1 | Lodigiani |  |

| 4 febbraio 1990 19ª giornata | Frosinone | 1 – 0 | Martina |  |

| 11 febbraio 1990 20ª giornata | Martina | 1 – 1 | Pro Cavese |  |

| 18 febbraio 1990 21ª giornata | Trapani | 0 – 1 | Martina |  |

| 4 marzo 1990 22ª giornata | Martina | 2 – 1 | Altamura |  |

| 11 marzo 1990 23ª giornata | Turris | 1 – 0 | Martina |  |

| 18 marzo 1990 24ª giornata | Martina | 0 – 0 | Potenza |  |

| 25 marzo 1990 25ª giornata | Acireale | 3 – 0 | Martina |  |

| 1º aprile 1990 26ª giornata | Martina | 0 – 0 | Fasano |  |

| Arbitro: | Destro (Alessandria) |

|                           |           |  |
| Lo Pinto 75’ Procopio 83’ | Marcatori |  |

| 14 aprile 1990 28ª giornata | Martina | 0 – 1 | Battipagliese |  |

| 29 aprile 1990 29ª giornata | Adelaide Nicastro | 1 – 0 | Martina |  |

| 6 maggio 1990 30ª giornata | Martina | 2 – 0 | Kroton |  |

| 13 maggio 1990 31ª giornata | Latina | 2 – 1 | Martina |  |

| 20 maggio 1990 32ª giornata | Martina | 1 – 0 | Ostia Mare |  |

| 27 maggio 1990 33ª giornata | Vigor Lamezia | 1 – 0 | Martina |  |

| 3 giugno 1990 34ª giornata | Martina | 2 – 0 | Atletico Leonzio |  |